# Lydia Ko
Lydia Ko (født 24. april 1997 i Seoul, Sydkorea) er en newzealandsk golfspiller.
Hun vandt olympisk sølv i golf ved de olympiske golfkonkurrencer i Rio de Janeiro i 2016 og bronze ved sommer-OL 2020 i Tokyo i 2021. Hun vandt guld ved sommer-OL 2024 i Paris.